# Közönséges bojtorján
A közönséges bojtorján vagy nagy bojtorján (Arctium lappa) az őszirózsafélék családjába, a katángformák alcsaládjába, a bojtorján nemzetségbe tartozó növényfaj. Népies elnevezései: lapu, bogáncs, ragadvány, útszéli lapu, keserűlapu, buzogáncs, ragadáncs és nagybojtorján. Tévesen nevezik bogáncsnak, a bogáncs (Carduus) nemzetség fajainak minden része szúrós.

## Elterjedése, élőhelyei
Európa, Ázsia mérsékelt égövi területein őshonos, de az egész világon elterjedt. Útszéleken, folyópartokon, nitrogénben gazdag, megbolygatott talajokon nő, időnként kiterjedt telepeket is alkotva, de zöldségként is termesztik. A sötét, árnyékos helyeket nem viseli el.

## Jellemzői
Kétnyári növény. Tipikusan 60–150 cm magasra nő. Karószerű gyökere 30–60 cm hosszú, 2-3 ujj vastag, függőlegesen, alig elágazva hatol a talajba; húsos, belül fehér, kívül szürkésbarna, rosszízű, szagtalan. Az első éves egyed gyökere még tömör, húsos; a virágot hozó (másodéves) egyedek gyökere szivacsosodik, később üreges, pudvás szerkezetűvé válik. Erősen elágazó, pelyhes, szúrós szárán a barázdált tőlevelek igen nagyra nőnek, az első évben tőrózsát alkotnak. A szárlevelek szórt állásúak, nyelesek, szíves formájúak; felfelé haladva kisebbedők és rövidülő nyelűek; fonákuk szürkén gyapjas. Július-szeptember környékén nyíló, 3-4,5 cm hosszú, bíbor vagy rózsaszínű, kizárólag csöves, ötcimpájú virágai hosszú kocsányon ülnek, ernyős fürtben álló fészkeket alkotnak. A horgos végű, hátragörbülő fészekpikkelyek a virágokkal megegyező hosszúak vagy hosszabbak, gömbszerűvé nagyobbítva a virágzatot. A pikkelyek egymással is összetapadva könnyen beleakadnak a juhok, kutyák szőrébe vagy a ruhába. Termése sárga szőrbóbitás, bordázott kaszattermés.

## Felhasználása
A gyökér inulint, nyálkaanyagokat, nyomokban illóolajakat, szeszkviterpén-lakton keserűanyagot, poliineket, kávésavszármazékokat, triterpéneket tartalmaz.
Friss hajtása zöldségként használható, elkészíthető főzeléknek, ám csak kevés helyen használják fel erre; Japánban gobó (牛蒡 vagy ゴボウ), Koreában uong (우엉), Olaszországban és Portugáliában bardana néven ismerik.
A középkorban élt Hildegard Von Bingen természettudós, botanikus apátnő a rosszindulatú daganatokat kezelte a bojtorjángyökér segítségével. Drogként szárított gyökerét használják fel (Bardanae radix) (gyűjthető fajok ezen kívül az A. minus és az A. tomentosum). A népi gyógyászat vértisztító orvosságnak használta, vizelethajtó és izzasztószerként teakeverékek alkotórészeként. Serkenti az epe elválasztását, reuma és bőrbetegségek kezelésére is felhasználják. Olajos vagy szeszes kivonatait bedörzsölőszerként, fürdőolajként használják reumatikus fájdalmak ellen, illetve hajhullás, korpásodás kezelésére is alkalmazzák.
A homeopátiában alkalmazzák reuma, méhelőesés és nedves bőrkiütések ellen.

## Hatóanyaga
A bojtorján hatóanyagai az inulin, illóolaj, nyálka, poli- és kéntartalmú acetilének (arktinol, arktinin), lognaloidok, szterinek és polifenolok. 

## Hasonló fajok
Nem tartozik a nemzetségbe, de igen hasonlít a bojtorjánra a szúrós levelű aszat (Cirsium vulgare).

## Galéria

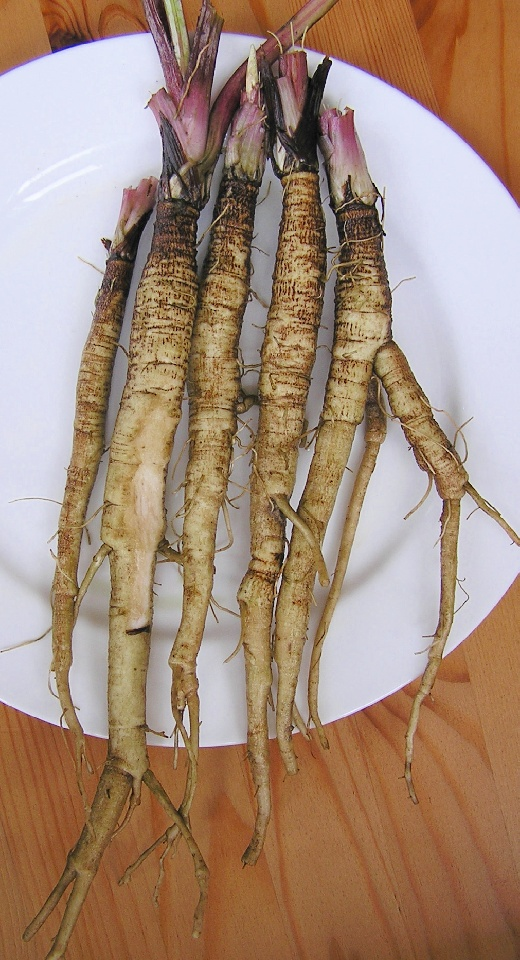
Arctium lappa gyökerek
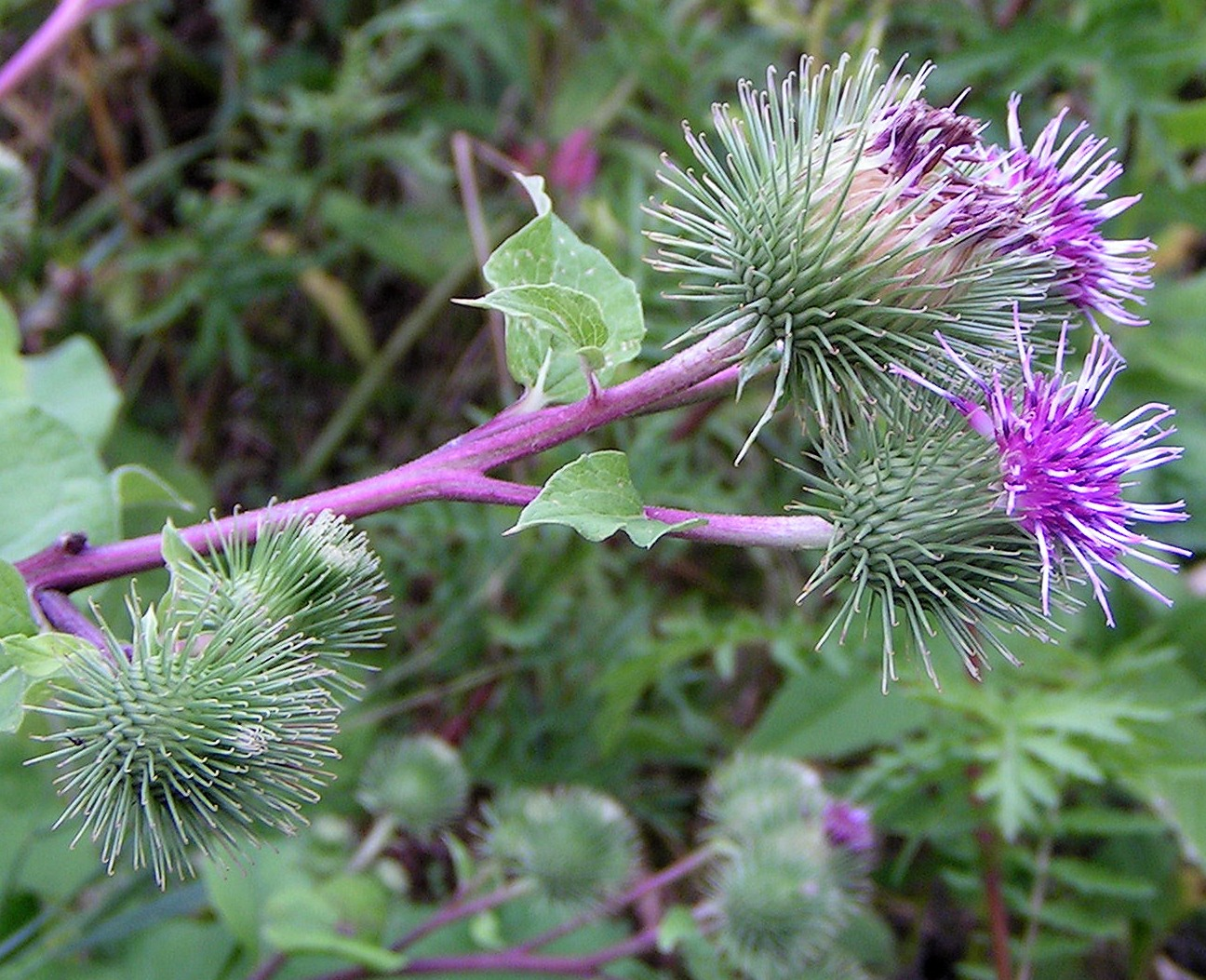
Virágzata
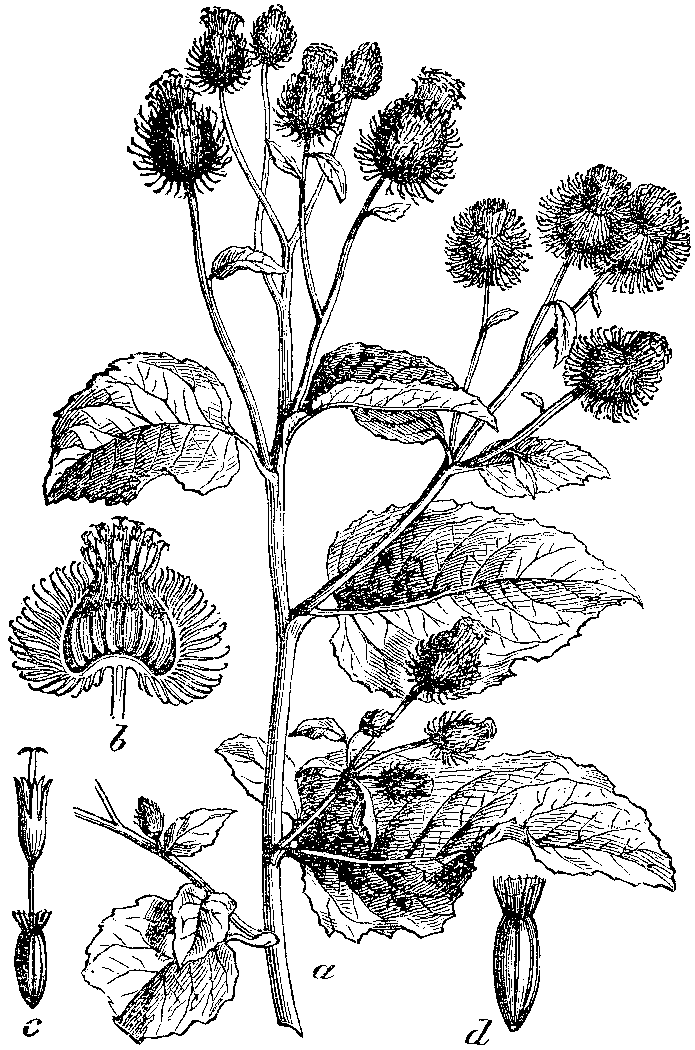
Arctium lappa Martin Cilenšek – Naše škodljive rastline (1892)
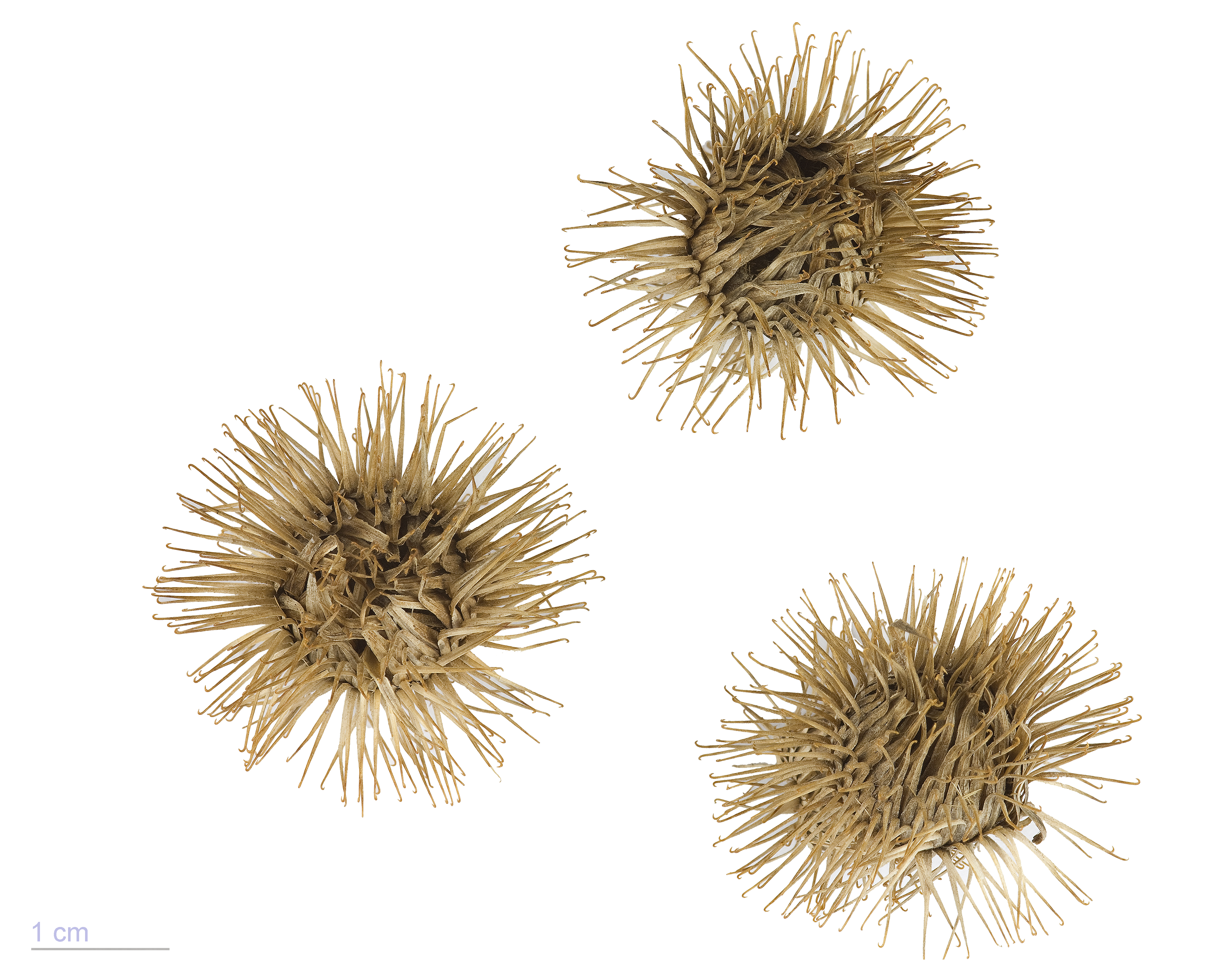
Termései